# Zmalet El Emir Abdelkader
Zmalet El Emir Abdelkader là một đô thị thuộc tỉnh Tiaret, Algérie. Dân số thời điểm năm 2002 là 14.668 người.